# Gorlakatte, Challakere
Gorlakatte là một làng thuộc tehsil Challakere, huyện Chitradurga, bang Karnataka, Ấn Độ.